# Temporada 2004 del Campeonato de España de Rally de Tierra
La temporada 2004 fue la 22.º edición del Campeonato de España de Rally de Tierra. Comenzó el 30 de abril en el Rally de Salamanca y terminó el 14 de noviembre en el Rally Ciudad de Sabadell.

## Calendario
El calendario estaba compuesto de ocho pruebas.
| N.º | Fecha                   | Prueba                                   | Notas |
| --- | ----------------------- | ---------------------------------------- | ----- |
| 1   | 30 de abril - 1 de mayo | Rally de Salamanca                       |       |
| 2   | 11-12 de junio          | Rally de Alcañiz                         |       |
| 3   | 16-17 de julio          | Rally de Tierra de Cantabria             |       |
| 4   | 3-4 de septiembre       | Rally de Comunidad de Madrid-Las Rozas 1 |       |
| 5   | 5 de septiembre         | Rally de Comunidad de Madrid-Las Rozas 2 |       |
| 6   | 24-25 de septiembre     | Rally Ciudad de Granada                  |       |
| 7   | 22-23 de octubre        | Rally de La Castaña                      |       |
| 8   | 13-14 de noviembre      | Rally Ciudad de Sabadell                 |       |

## Clasificación

### Campeonato de pilotos
| Pos. | Piloto               | 1   | 2   | 3   | 4   | 5   | 6   | 7   | 8 | Puntos |
| ---- | -------------------- | --- | --- | --- | --- | --- | --- | --- | - | ------ |
| 1.   | Flavio Alonso        | Ret | 1   | 2   | 1   | 4   | 2   | 2   |   | 155    |
| 2.   | Santiago Zuluaga     | 1   | Ret | Ret | 4   | 3   | 4   | 1   | 3 | 136    |
| 3.   | Oriol Gómez          | 3   | 6   | 4   | 6   | 1   | 3   | 5   | 2 | 132    |
| 4.   | Samuel Lemes         | 2   | 3   | 6   | 3   | 2   | Ret | 3   | 6 | 122    |
| 5.   | Javier Izaguirre     |     | 8   | 3   | Ret | 9   | 1   | 4   | 4 | 90     |
| 6.   | Txus Jaio            | Ret | 4   | 1   | 5   | 6   | 9   |     |   | 70     |
| 7.   | Enrique García Ojeda | 6   | 15  | 8   | Ret | 11  | 26  | Ret |   | 56     |
| 8.   | Alexander Villanueva | Ret | 2   | Ret | 2   | Ret | 7   | Ret |   | 54     |
| 9.   | Andrew Pinker        |     |     |     | 7   | 5   | Ret | Ret | 1 | 49     |
| 10.  | Manuel Rueda         | 5   | 5   | Ret | 8   | 8   | Ret |     |   | 33     |

### Copa de copilotos
| Pos. | Copiloto                  | Puntos |
| ---- | ------------------------- | ------ |
| 1.   | Víctor A. Pérez Rodríguez | 155    |
| 2.   | Francisco López           | 141    |
| 3.   | Jordi Mercader            | 139    |
| 4.   | C. Jonathan Lemes         | 129    |
| 5.   | Eneko Gómez               | 95     |
| 6.   | Lucas Cruz                | 77     |
| 7.   | Arielle Tramont           | 54     |
| 8.   | Borja Hernández           | 36     |
| 9.   | Josep Moreno              | 32     |
| 10.  | Miquel Amblas             | 30     |

### Campeonato de marcas
| Pos. | Marca      | Puntos |
| ---- | ---------- | ------ |
| 1.   | Mitsubishi | 364    |
| 2.   | SEAT       | 318    |
| 3.   | FIAT       | 266    |
| 4.   | Peugeot    | 118    |

### Copa de España grupo N
| Pos. | Piloto               | Puntos |
| ---- | -------------------- | ------ |
| 1.   | Samuel Lemes         | 166    |
| 2.   | Txus Jaio            | 117    |
| 3.   | Carlos Aldecoa       | 101    |
| 4.   | Alexander Villanueva | 89     |
| 5.   | Álex Sabater         | 89     |
| 6.   | Jordi Gilberga       | 80     |
| 7.   | David Hernando       | 53     |
| 8.   | Joaquín Guillamet    | 48     |
| 9.   | Gonzalo Martín       | 45     |
| 10.  | Santiago López       | 39     |

### Copa de España vehículos 2 ruedas motrices
| Pos. | Piloto               | Puntos |
| ---- | -------------------- | ------ |
| 1.   | Enrique García Ojeda | 116    |
| 2.   | Josep Pérez Muntada  | 91     |
| 3.   | Abel Fernández       | 77     |
| 4.   | Ignacio Sanfilippo   | 73     |
| 5.   | Francisco J. Pardo   | 73     |
| 6.   | Sergio Vallejo       | 64     |
| 7.   | Eloy Entrecanales    | 57     |
| 8.   | David Vilanova       | 47     |
| 9.   | Iñaki Arbelaiz       | 42     |
| 10.  | Aitor Zubilaga       | 38     |